# Jean-Baptiste Guillot

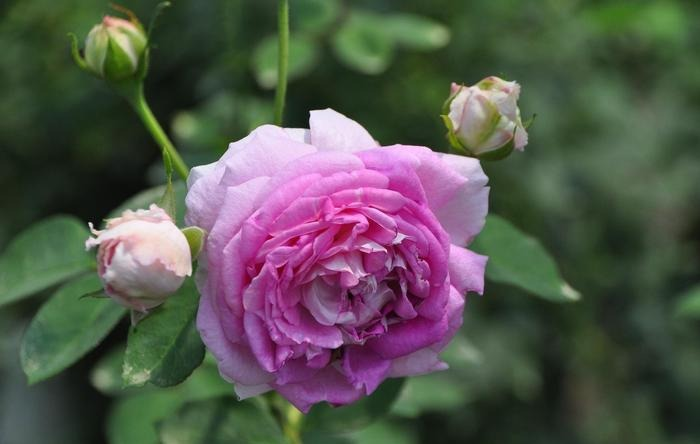
Jean-Baptiste Guillots Noisette-Rose 'Pavillon de Prégny', 1863

Jean-Baptiste Guillot, genannt Guillot père („Guillot Vater“; * 10. Dezember 1803 in Gillonnay; † 18. April 1882 in Lyon), war ein französischer Rosenzüchter und Begründer der Rosen-Familie Guillot.

## Leben
Er heiratete am 21. August 1825 Jeanne Marie Piollet und eröffnete 1829 eine Gärtnerei in La Guillotière bei Lyon (heute ein Stadtteil von Lyon). Anfangs handelte er hauptsächlich mit exotischen Pflanzen wie Kakteen, Kamelien, Azaleen und Pelargonien, bis er im Jahr 1834 eine große Rosensammlung von Victor Verdier erwarb. Von da an spezialisierte er sich auf Rosen und nannte seinen Betrieb Terre des Roses („Land der Rosen“).
Er selber züchtete über 80 neue Sorten, deren erste die purpurfarbene Bourbon-Rose 'Lamartine' war, die er 1842 herausbrachte. 1846 folgte die weiße Teerose 'Madame Bravy'.

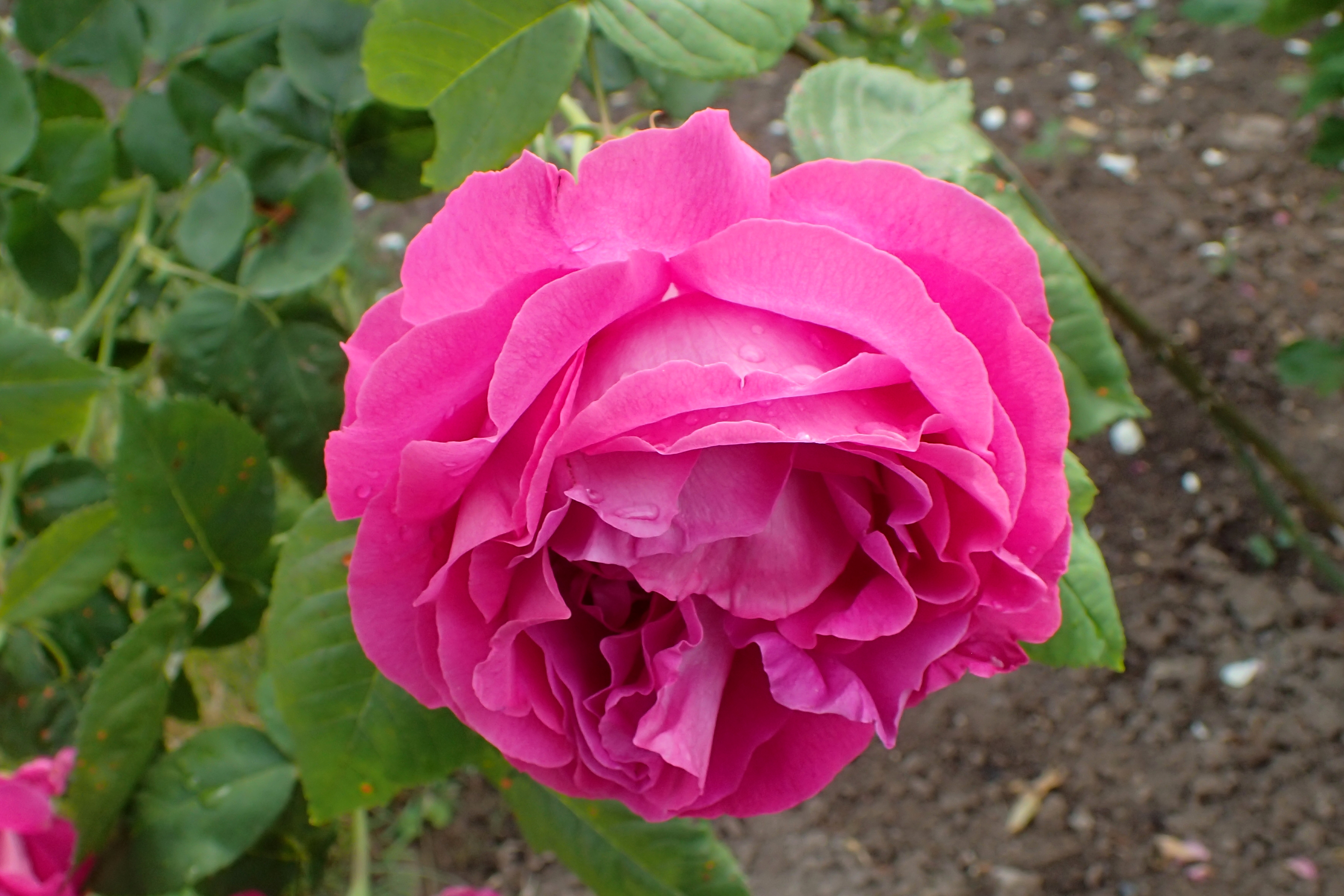
'Baron J.B. Gonella', 1859

Weitere noch heute bekannte Sorten sind die lila-rosa Moosrose 'Impératrice Eugénie' (1856), die kirschrote Bourbon-Rose 'Baron J B Gonella' (1859), die zartrosa 'Elisa Boëlle' und die purpurrote 'Comtesse d’Oxford' (beide 1869).
Sein Sohn Jean-Baptiste André Guillot arbeitete zunächst im väterlichen Betrieb, machte sich aber „aus privaten Gründen“ 1852 selbständig und nannte sich dann Guillot fils („Guillot Sohn“). Er wurde ebenfalls ein hoch erfolgreicher Rosenzüchter.
Guillot pére bildete in seinem Betrieb auch andere wichtige Rosenzüchter wie Jean Pernet, Antoine Levet, Claude Ducher, Gilbert Nabonnand und Joseph Schwartz aus und kann damit als Begründer der Lyoner Rosenzüchter-Tradition gelten. Er führte seinen Betrieb bis 1870 weiter und verkaufte sein Unternehmen dann an Joseph Schwartz.
Die letzte Rose von Guillot père war die Remontant-Rose 'La Favorite', die 1871 in den Handel kam.
Guillot père starb in Lyon am 18. April 1882.

## Galerie: Rosen von

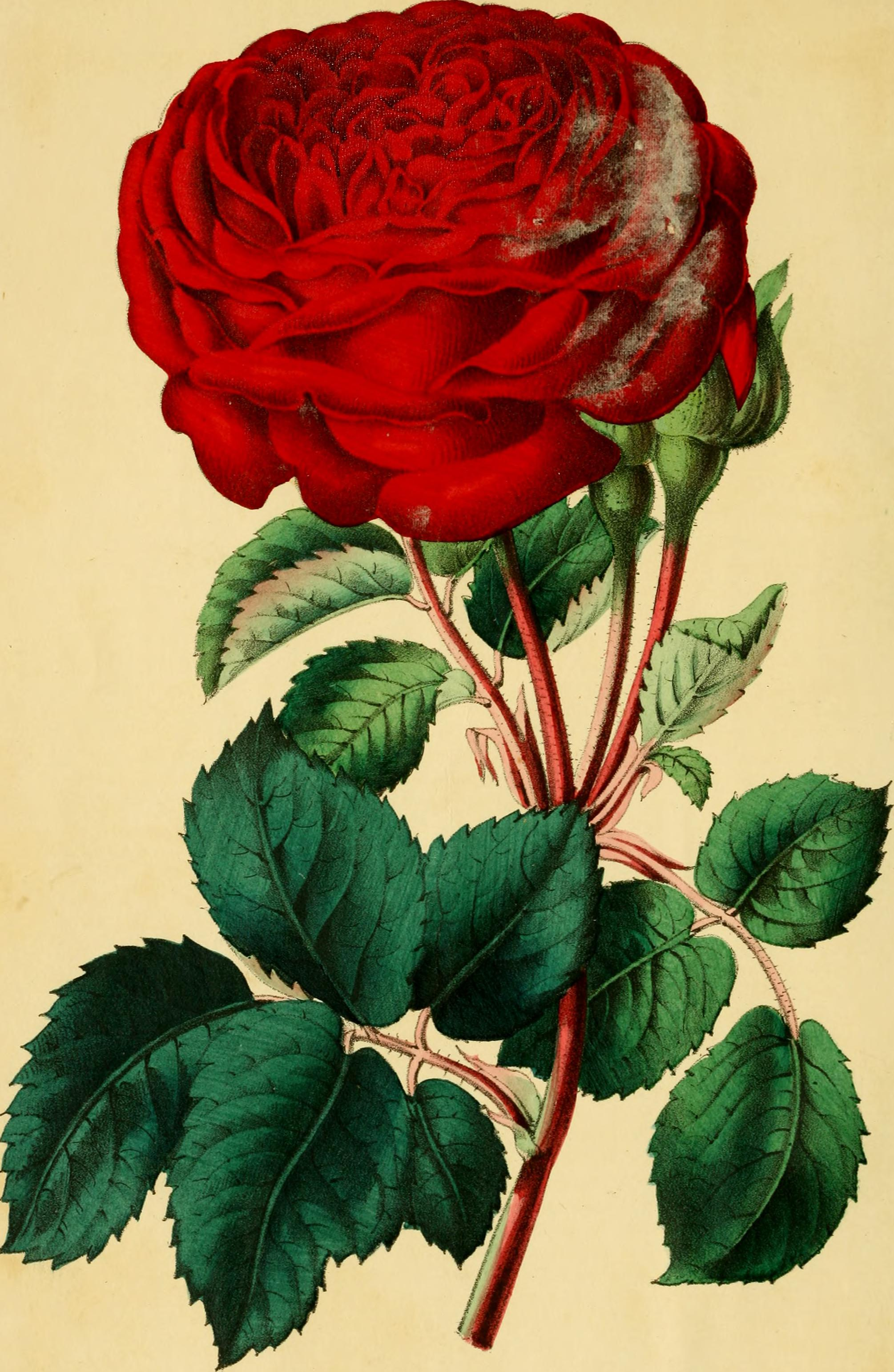
'Lord Raglan', 1854
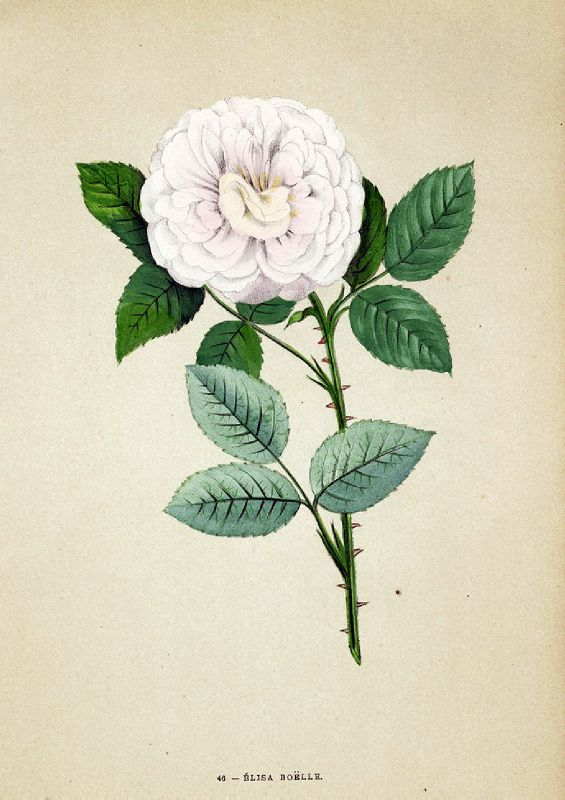
'Élisa Boëlle', 1869
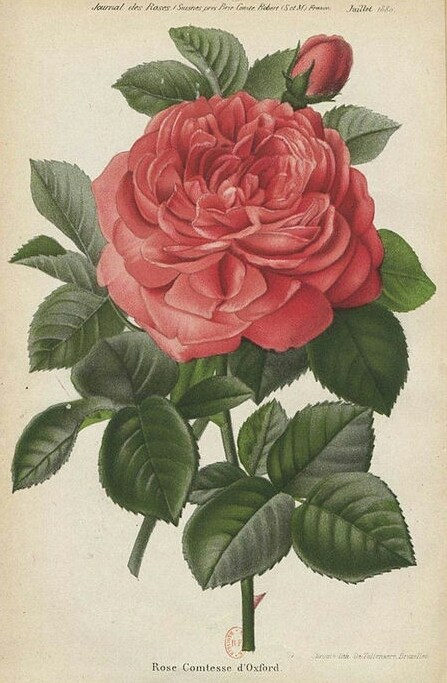
'Comtesse d’Oxford', 1869